# The Skin Game
The Skin Game és una pel·lícula britànica dirigida per Alfred Hitchcock, estrenada el 1931.

## Argument
La pel·lícula té com a tema la rivalitat entre un terratinent, arrapat als valors tradicionals, i un industrial nou-ric.
Els Hillcrist, rics propietaris terratinents veuen el seu entorn transformat per la instal·lació d'un industrial, el Sr. Hornblower. Aquest trasbalsa la calma bucòlica de la regió amb les seves fàbriques. Quan un terreny mitger a la propietat dels Hillcrist, la Gentry, és posat a la venda, s'enfronten en una subhasta, assolida per Hornblower. Però la Sra. Hillcrist contracta un detectiu privat que descobreix el passat fosc de Chloé, la bonica filla de l'industrial, i es serveix d'aquestes revelacions per extorquir la Gentry. Però el secret és mal guardat, esclata l'escàndol i Chloé se suïcida. Els Hornblower, ofesos i humiliats, decideixen abandonar la regió; la victòria dels Hillcrist és amatga perquè hi perden la seva dignitat.

## Repartiment
- C.V. France: Mr. John Hillcrist
- Helen Haye: Mrs Amy Hillcrist
- Jill Esmond: Jill Hillcrist
- Edmund Gwenn: Mr. Hornblower
- John Longden: Charles Hornblower
- Phyllis Konstam: Chloe Hornblower
- Edward Chapman: Dawker
- Herbert Ross i Dora Gregory: els Jackman
- R.E. Jeffrey: el detectiu

## Al voltant de la pel·lícula
- És l'adaptació cinematogràfica d'una obra de teatre, pràctica en voga aquella època.
- The skin game significa: un mercat d'enganyifes.
- Hitchcock fa rodar moltes vegades l'escena del suïcidi, obligant l'actriu a mullar-se i canviar-se de roba nombroses vegades. Aquest mateix « suplici » serà igualment infligit a Kim Novak, anys més tard a Vertigen (D'entre els morts).
- Cameo de Hitchcock: No n'hi ha en aquest ce film.